# 曹宇 (1963年)
曹宇（1963年11月—），男，山东蓬莱人，中华人民共和国政治人物。在职研究生学历，经济学博士学位。曾任中国银行业监督管理委员会副主席、中国银行保险监督管理委员会副主席、国家金融监督管理总局党委委员、副局长。